# Silent Hill: Play Novel
Silent Hill: Play Novel (яп. プレイノベル サイレントヒル Пурэйнобэру Сайрэнтохиру), также известна по рабочему названию Silent Hill AGB — японская компьютерная игра в жанре визуального романа, вышедшая эксклюзивно на приставке Game Boy Advance в марте 2001 года. Игра является частью одноимённой серии видеоигр и частичной адаптацией первой Silent Hill. Официально была издана только на территории Японии.

## Сюжет
Сюжет игры во многом повторяет события оригинального Silent Hill. Главным героем является Гарри Мэйсон (англ. Harry Mason), который ищет в городе Сайлент Хилл свою пропавшую приёмную дочь Шерил (англ. Cheryl). После первого прохождения игры становится доступным сценарий за Сибил Беннет (англ. Cybil Bennett), а после его завершения — загружаемый сценарий «Boy» (рус. Мальчик), состоящий из четырёх частей: «Весна», «Лето», «Осень» и «Зима». Этот сценарий рассказывал о семилетнем мальчике Энди, который живёт в соседнем доме рядом с семьёй Мэйсонов и попадает в город Сайлент Хилл, проникнув в машину к Гарри и Шерил.

## Игровой процесс

Скриншот из сценария Гарри Мэйсона. По сюжету в кафе Гарри, получив от Сибил пистолет, слышит странные звуки. Игрок может выбрать дальнейший ход развития событий: проверить на наличие источника звука помещение кафе (вариант A) или улицу (вариант B).

В Silent Hill: Play Novel присутствуют три игровых персонажа: Гарри Мэйсон, Сибил Беннет и мальчик Энди, появляющийся только в этой игре серии. Изначально можно сыграть только за Гарри, после прохождения его сценария становится доступна игра за Сибил. За Энди можно было поиграть, загрузив сценарий «Boy» с сервера Konami через специальное устройство Mobile Adapter GB, объединяющее Game Boy Advance с определёнными моделями сотовых телефонов и позволяющее выходить через них в Интернет. В настоящее время сервер более недоступен, и сценарий невозможно получить.
Игра представляет собой визуальный роман в стиле книг Choose Your Own Adventure — в определённые моменты игроку нужно выбрать из двух или трёх вариантов, что предстоит сделать игровому персонажу дальше. В зависимости от выбора сюжет игры изменяется, и, таким образом, игрок может получить одну из нескольких концовок: в сценарии Гарри Мэйсона есть восемь разных концовок, в сценарии Сибил Беннет — шесть. Иногда игроку нужно будет решить головоломку, чтобы продвинуться дальше по сюжету. По окончании любого сценария игроку выдаётся некоторое количество цифровых коллекционных карточек (англ. Digital Trading Cards). Полученные карточки зависят от полученной концовки и посещённых локациях в игре. Всего карточек 32, из них 16 можно получить в сценарии Гарри, 12 в сценарии Сибил и 4 в сценарии Энди. В игре невозможно умереть.

## Разработка и выпуск игры
Впервые о разработке игры Silent Hill: Play Novel, на тот момент известной как Silent Hill AGB, было объявлено 28 июля 2000 года на сайте японского журнала Famitsu. Там же появилась информация о том, что игра наряду с другими играми Konami для приставки Game Boy Advance будет продемонстрирована в августе 2000 года на выставке Nintendo Spaceworld Expo, проходящей в Токио. На Spaceworld игре было отведено 60 демонстрационных стендов из 140 с системами Game Boy Advance. Также на выставке было подтверждено, что в игре будет присутствовать FMV-опенинг, аналогичный заставке из Silent Hill, но в меньшем разрешении и с частотой 15 кадров в секунду.
Игра была создана японской студией Will и спродюсирована KCET. В разработке также в незначительной степени был задействован продюсер игры Silent Hill 2 Акихиро Имамура. В отличие от первой игры серии Silent Hill и многих последующих в написании саундтрека не принимал участие Акира Ямаока, за звуковое сопровождение отвечала расположенная в Токио студия Noisycroak, часто занимающаяся написанием саундтреков к играм, и отдельное подразделение студии Will.
Silent Hill: Play Novel стала одной из первых игр на Game Boy Advance. Релиз состоялся в день выхода приставки в Японии — 21 марта 2001 года, цена составила 5800 иен. Игра не издавалась за пределами Японии и официально не была переведена на другие языки. Планировалось, что для игры будут разрабатывать дополнительный контент, но эта идея не получила воплощения.

## Рецензии
| Иноязычные издания | Иноязычные издания |
| Издание            | Оценка             |
| ------------------ | ------------------ |
| Famitsu            | 26/40              |
| Nintendo Life      | 6/10               |

Игра была встречена критиками без особого восторга, ей в укор ставили отсутствие саундтрека и хоррор-фактора. В обзоре портала Nintendo Life рецензент назвал игру «захватывающей», а также упомянул, что в игре есть несколько проблем, таких как то, что «решения имеют незначительное влияние» на сюжет. В рецензии журнала «Великий Dракон» Александр Букаров писал, что Play Novel — «игра сюрпризов и парадоксов», а также усомнился в том, что её стоит покупать российским игрокам, если они не изучают японский язык. Обозреватель похвалил визуальный ряд и звуковое сопровождение. Сергей Цилюрик из журнала «Страна игр» описал Silent Hill: Play Novel как «текстовый пересказ первой части с несколькими головоломками и добавленным сценарием про какого-то никому не нужного мальчика».